# عالم التوابل (ألبوم)
عالم التوابل هو ثاني ألبومات فرقة سبايس جيرلز صدر في 1997.

## وصلات خارجية
- عالم التوابل على موقع الموسوعة البريطانية (الإنجليزية)
- عالم التوابل على موقع أول موفي (الإنجليزية)